# Evil Bong
Evil Bong es una película de 2006 de terror / comedia dirigida por Charles Band sobre un grupo de universitarios que fuman marihuana de un sensible y malévolo bong que sin saber atrapa al que lo fuma, en un club de estriptis surrealista con estríperes asesinas y otras criaturas extrañas. Le siguieron dos secuelas, Evil Bong 2: King Bong, y Evil Bong 3D: The Wrath of Bong y la película croosover Gingerdead Man vs. Evil Bong.

## Reparto
- David Weidoff como Alistair McDowell.
- John Patrick Jordan como Larnell.
- Mitch Eakins como Bachman.
- Brian Lloyd como Brett.
- Robin Sydney como Luann.
- Kristyn Green como Janet.
- Tommy Chong como Jimbo Leary.
- Michelle Mais como Eebee (voz).
- Jacob Witkin como Cyril Cornwallis.
- Phil Fondacaro como Ivan Burroughs.
- Tim Thomerson como Jack Deth.
- Bill Moseley como Jefe del Mundo Bong.
- Brandi Cunningham como Carla Brewster.
- Dana Danes como Bailarín del Mundo Bong.
- Gina-Raye Carter como Bailarín del Mundo Bong.
- Sonny Carl Davis como Hombre de las entregas.
- Sylvester "Bear" Terkay como Bouncer.
- Dale Dymkoski como Bailarín.
- Mae LaBorde como Rosemary Cornwallis.
- John Carl Buechler como Gingerdead Man (titiritero/voz).